# Sant Joan de Vilatorrada
Sant Joan de Vilatorrada là một đô thị trong comarca Bages, tỉnh Barcelona, Catalonia, Tây Ban Nha.

Vị trí của San Juan de Torruella trong Bages